# Fondation Carnegie (Pays-Bas)

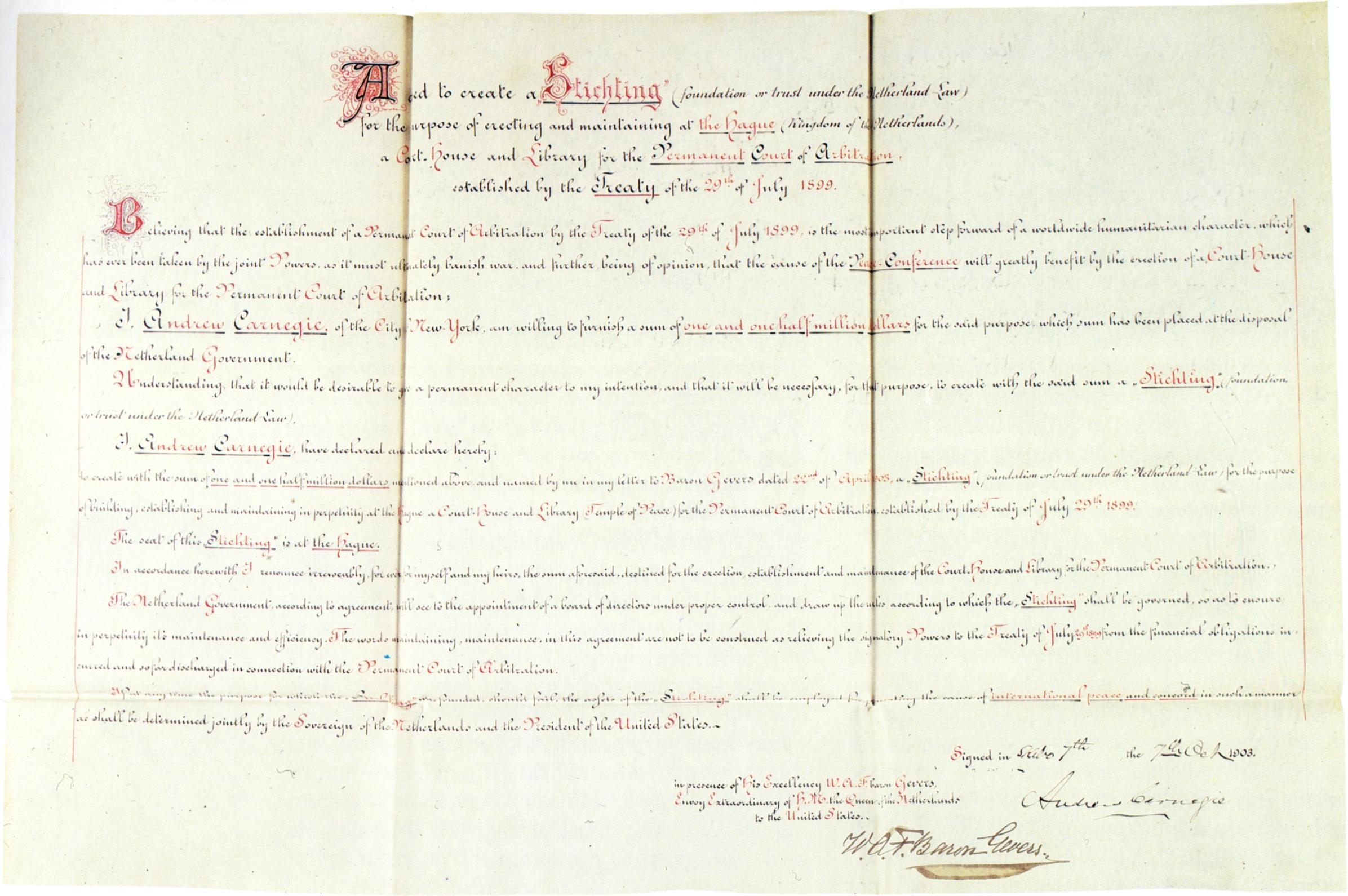
Charte de fondation de la Fondation Carnegie.

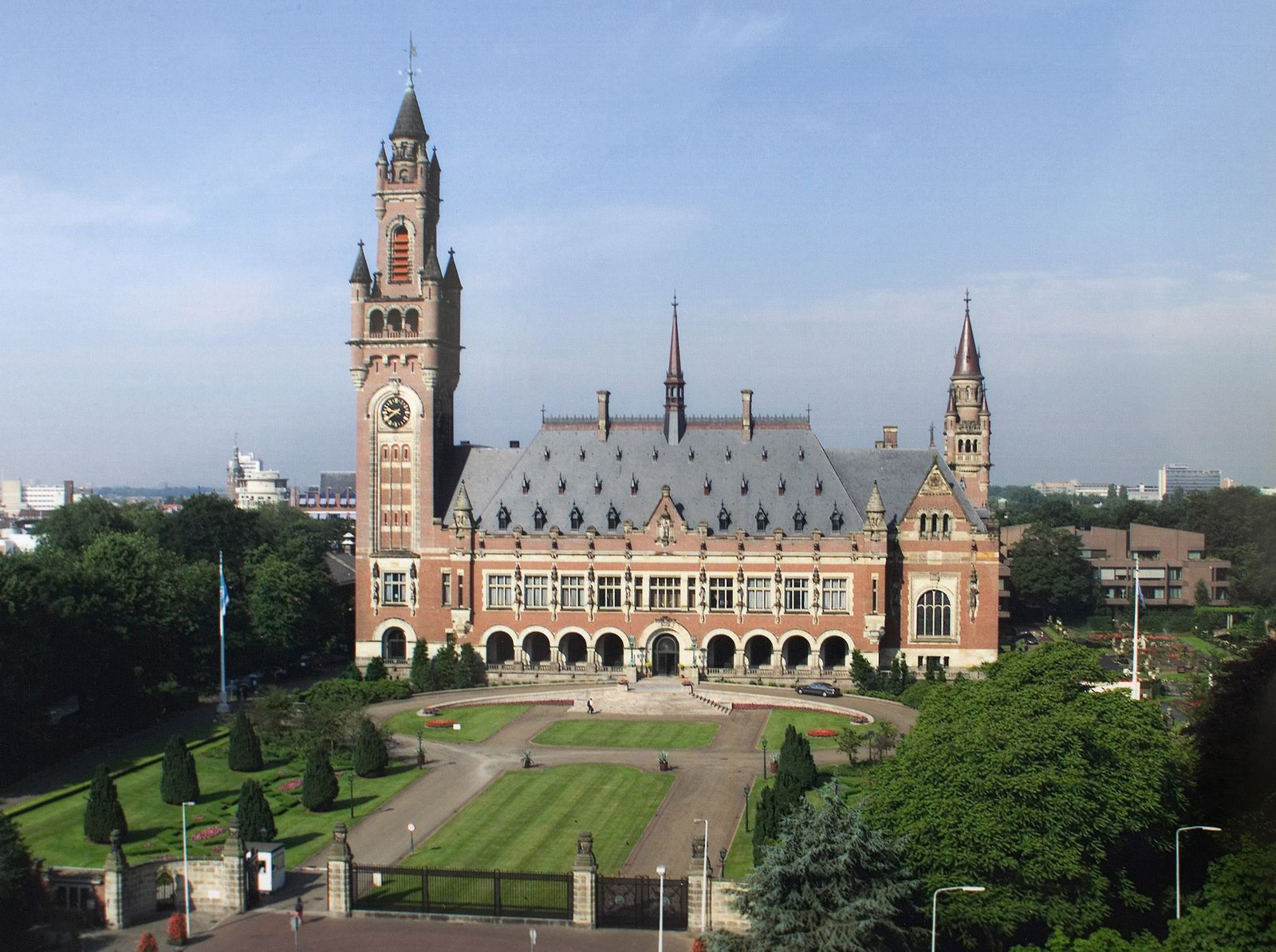
Le Palais de la Paix à La Haye, aux Pays-Bas

La Fondation Carnegie ((en néerlandais : Carnegie Stichting)) est une organisation basée à La Haye, aux Pays-Bas. Elle a été fondée en 1903 par Andrew Carnegie afin de gérer son don de 1,5 million de dollars US, utilisé pour la construction, la gestion et l'entretien du Palais de la Paix. Le Palais de la Paix a été construit pour abriter la Cour permanente d'arbitrage et une bibliothèque de droit international.

## Palais de la Paix
La Fondation est le propriétaire légal du Palais de la Paix parce que la Cour permanente d'arbitrage, qui y est basée avec sa bibliothèque, ne pouvait pas posséder le bâtiment en vertu de la loi néerlandaise.

## Composition du conseil d'administration
La Fondation compte cinq membres néerlandais dans son conseil d'administration, dont quatre sont choisis par le monarque néerlandais et un par le conseil de surveillance de la Cour permanente d'arbitrage. Le président de la Fondation Carnegie est Ben Bot jusqu'en 2019. En 2021, Piet Hein Donner assure cette charge.

## Activités
Depuis 1931, la fondation est chargée de la remise annuelle du Prix Wateler de la Paix .
La Fondation Carnegie est membre de la Coalition académique de La Haye, un consortium d'institutions dans les domaines des relations internationales, du droit international et du développement international. 
La Fondation Carnegie est l'un des partenaires fondateurs de l' Institut de La Haye pour la justice mondiale, un institut de recherche à La Haye maintenant fermé.